# Megathripa subrufimedia
Megathripa subrufimedia är en fjärilsart som beskrevs av Embrik Strand 1917. Megathripa subrufimedia ingår i släktet Megathripa och familjen trågspinnare. Inga underarter finns listade i Catalogue of Life.